# Listă de localități din Republica Irlanda
Aceasta este o listă de localități din Republica Irlanda. Orașele mari (City) sunt afișate cu aldin; pentru o listă independentă doar cu orașe, vedeți Lista orașelor din Irlanda.

Cuprins: Început - 0–9 A B C D E F G H I J K L M N O P Q R S T U V W X Y Z

## A
- Abbeydorney
- Abbeyfeale
- Abbeyknockmoy
- Abbeylara
- Abbeyleix
- Abbeyshrule
- Abbeyside
- Achill Sound (Gob a' Choire)
- Achonry
- Aclare
- Adamstown (Dublin)
- Adamstown (Wexford)
- Adare
- Adrigole
- Affane
- Aghaboe
- Aghabullogue
- Aghada
- Aghamore
- Agher,  Aglish
- Ahakista
- Annacurra
- Ahascragh
- Aherla
- Ahiohill
- Allen
- Allenwood
- Allihies
- Anglesboro
- Annacotty
- Annagassan
- Annagry (Anagaire)
- Annamoe
- Annascaul
- Annestown
- Annyalla
- Ardagh
- Ardara
- Ardcroney
- Ardee
- Ardfert
- Ardfield
- Ardgroom
- Ardmore
- Ardpatrick
- Ardrahan
- Ardsallis
- Arigna
- Arklow
- Arless

## B
- Bailieborough
- Balbriggan
- Baldoyle
- Balgriffin
- Balla
- Ballaghaderreen
- Ballaghmore
- Balally
- Ballickmoyler
- Ballina (Mayo)
- Ballina (Tipperary)
- Ballinaclash
- Ballinacurra
- Ballinadee
- Ballinagar
- Ballinagh
- Ballinaglera
- Ballinagree
- Ballinakill
- Ballinalee
- Ballinamore
- Ballinascarty
- Ballinasloe
- Ballincollig
- Ballindaggin
- Ballinderreen
- Ballindine
- Ballindooley
- Ballineen
- Ballingarry (Limerick)
- Ballingarry (Tipperary)
- Ballingeary (Béal Átha an Ghaorthaidh)
- Ballingurteen
- Ballinhassig
- Ballinkillin
- Ballinlough
- Ballinode
- Ballinroad
- Ballinrobe
- Ballinskelligs (Baile an Sceilg)
- Ballinteer
- Ballintemple
- Ballintra
- Ballintober (Roscommon)
- Ballintogher
- Ballintubber (Mayo),  Ballsbridge
- Ballysadare
- Ballitore
- Ballivor
- Ballon

## C
- Cabinteely
- Cadamstown
- Caherconlish
- Caherdaniel (Cathair Dónall)
- Cahersiveen
- Cahir
- Cahircon
- Callan
- Caltra
- Camp
- Campile
- Camus
- Canningstown
- Cappagh
- Cappamore
- Caragh
- Carlingford
- Carlow
- Carnaross
- Carndonagh
- Carran
- Carraroe (an Cheathrú Rua)
- Carrickbeg
- Carrickmacross
- Carrickmines
- Carrick-on-Shannon
- Carrick-on-Suir
- Carrigadrohid
- Carrigaholt
- Carrigaline
- Carrigallen
- Carriganima
- Carrigans
- Carrigart (Carraig Airt)
- Carrigeen
- Carrigtwohill
- Carrowteige (Ceathrú Thaidhg)
- Cashel
- Casla
- Castlebaldwin
- Castlebar
- Castlebellingham,  Castleblakeney
- Castleblayney
- Castlebridge
- Castlecomer
- Castleconnell
- Castlecove
- Castledermot
- Castlefin
- Castlegregory

## D
- Daingean
- Dalkey
- Daly's Cross
- Deansgrange
- Delphi
- Delvin
- Derrew
- Derrinturn
- Derrybeg (Doirí Beaga)
- Derrybrien
- Derrynane
- Dingle
- Dolla
- Dollymount
- Dolphin's Barn
- Donabate
- Donaghmede
- Donaghmore
- Donegal
- Doneraile
- Donnybrook
- Doochary (an Dúchoraidh)
- Dooega (Dumha Éige)
- Doohoma
- Doolin
- Doon (Limerick)
- Doon (Offaly)
- Doonaha
- Doonbeg
- Dooniver (Dún Ibhir)
- Douglas
- Downings (Na Dúnaibh)
- Dowra
- Drimoleague
- Dripsey
- Drinagh
- Drogheda
- Dromahair
- Dromahane
- Donnycarney
- Dromcolliher
- Dromiskin
- Dromod
- Dromore West
- Drum
- Drumcliff
- Drumcondra
- Drumkeeran
- Drumlish
- Drummin

## E
- Eadestown
- Easky
- East Wall
- Edenderry
- Edgeworthstown
- Effin
- Elphin
- Emly
- Emo
- Emyvale
- Enfield
- Ennis
- Enniscrone
- Enniscorthy
- Enniskean
- Enniskerry
- Ennistymon
- Errew
- Errill
- Eyeries
- Eyrecourt

## F
- Fahamore
- Fahan
- Falcarragh (an Fál Carrach)
- Fanore
- Farranfore
- Feakle
- Fenagh (Leitrim)
- Feenagh (Limerick)
- Fennagh (Carlow)
- Feohanagh (an Fheothanach)
- Ferbane
- Fenit
- Fermoy
- Ferns
- Fethard
- Fethard-on-Sea
- Fiddown
- Firies
- Finglas
- Finnea
- Fintown (Baile na Finne)
- Finuge
- Firhouse
- Flagmount
- Fossa
- Foulkesmill
- Fountainstown
- Foxford
- Foxrock
- Foynes
- Frenchpark
- Freshford
- Frosses
- Furbo

## G
- Galbally
- Galmoy
- Galway
- Garrafrauns
- Garrienderk
- Garristown
- Garryspillane
- Geesala
- Geevagh
- Glandore
- Glangevlin
- Glanmire
- Glanworth
- Glasheen
- Glaslough
- Glasnevin
- Glassan
- Glasthule
- Glen
- Glenamaddy
- Glenageary
- Glenamoy,  Glenbrook
- Glencolmcille (Gleann Cholm Cille)
- Glencullen
- Glencullen (Mayo)
- Glenealy
- Glenfarne
- Glengad,  Glengarriff
- Glenhest
- Glenties
- Glin
- Glinsk, County Galway
- Glinsk, County Mayo
- Glounthaune
- Gneeveguilla
- Goatstown
- Golden
- Goleen
- Goresbridge
- Gorey
- Gormanston
- Gort
- Gortahork (Gort a' Choirce)
- Gorteen
- Gortnahoe
- Gougane Barra
- Goulane
- Gowran
- Graiguenamanagh
- Granard

## H
- Hacketstown
- Halfway
- Harold's Cross
- Headford
- Herbertstown
- Hollyford
- Hollyfort
- Hollymount
- Hollywood
- Holycross
- Horse and Jockey
- Hospital
- Howth
- Hugginstown
- Hurlers Cross

## I
- Inagh
- Inch (Clare)
- Inch (Wexford)
- Enniscrone
- Inistioge
- Innishannon
- Inniskeen
- Inver
- Inverin (Indreabhán)
- Irishtown (Dublin)
- Irishtown (Mayo)
- Islandeady
- Ivarstown
- Inchicore

## J
- Jamestown
- Jenkinstown (Kilkenny), Jenkinstown (Louth)
- Johnstown (Kildare)
- Johnstown (Kilkenny)
- Johnstown (Navan)
- Johnstown Bridge
- Julianstown

## K
- Kanturk
- Keadue
- Kealkill
- Keel
- Keenagh
- Kells
- Kenmare
- Kerrykeel
- Keshcarrigan
- Kilbarrack
- Kilbaha
- Kilbeggan
- Kilbeheny
- Kilberry
- Kilbricken
- Kilbrin
- Kilbrittain
- Kilcar (Cill Charthaigh)
- Kilclooney
- Kilcock
- Kilcogy,  Kilcolgan
- Kilconly
- Kilcoole
- Kilconnell
- Kilclooney
- Kilcormac
- Kilcorney
- Kilcrohane
- Kilcullen
- Kildangan
- Kildare
- Kildavin
- Kildimo
- Kildorrery
- Kildysart
- Kilfenora
- Kilfinane
- Kilflynn
- Kilgarvan
- Kilglass
- Kilkea
- Kilkee
- Kilkelly
- Kilkenny
- Kilkerrin
- Kilkieran (Cill Chiaráin)
- Kill (Kildare)
- Killadysert
- Killala
- Killaloe

## L
- Labasheeda
- Lackagh
- Lacken
- Laghy
- Lahardane
- Lahinch
- Lanesborough
- Laragh (Cavan)
- Laragh (Wicklow)
- Largydonnell
- Lattin
- Lawrencetown
- Laytown
- Leabgarrow
- Leap
- Lecanvey
- Lecarrow
- Leenaun
- Leighlinbridge
- Leitrim
- Leixlip
- Lemybrien
- Letterfrack
- Letterkenny
- Lettermacaward (Leitir Mhic a' Bhaird)
- Lettermore (Leitir Móir)
- Lettermullen (Leitir Mealláin)
- Lifford
- Limerick
- Liscannor
- Liscarroll
- Lisdoonvarna
- Lismire
- Lismore
- Lispole (Lios Póil)
- Lisronagh
- Lisryan
- Lisselton
- Lissycasey
- Listowel
- Littleton
- Lixnaw
- Lombardstown
- Longford
- Longwood
- Lorrha
- Loughanure (Loch an Iúir)
- Loughglinn
- Loughlinstown
- Loughmore

## M
- Maam Cross
- Macroom
- Magheraroarty (Machaire Rabhartaigh)
- Mahon Bridge
- Mahoonagh
- Malahide
- Malin
- Mallow
- Manorhamilton
- Marlfield
- Maum
- Mayfield
- Maynooth
- Mayo
- Meelick (Clare)
- Meelick (Mayo)
- Meelin
- Menlo
- Merrion
- Midleton
- Milestone
- Milford (Cork)
- Milford (Donegal)
- Millstreet
- Milltown (Dublin)
- Milltown (Galway)
- Milltown (Kerry)
- Milltown (Kildare)
- Milltownpass
- Milltown Malbay
- Minane Bridge
- Mitchelstown
- Moate
- Mohill
- Monageer
- Monaghan
- Monamolin
- Monaseed
- Monasteraden
- Monasterevin
- Moneenroe
- Moneygall
- Monkstown (Cork)
- Monkstown (Dublin)
- Montenotte
- Montpelier
- Mooncoin
- Moone
- Mothel
- Mountbellew

## N
- Naas
- Nad
- Narin
- Narraghmore
- Naul
- Navan
- Neale
- Nenagh
- Newbawn
- New Birmingham
- Newbliss
- Newbridge (Galway)
- Newbridge (Kildare)
- Newcastle (Dublin)
- Newcastle (Wicklow)
- Newcastle West
- Newcestown
- New Inn (Galway)
- New Inn (Laois)
- New Inn (Tipperary),  Newmarket
- Newmarket-on-Fergus
- Newport
- New Ross
- Newtown (Laois)
- Newtown (Tipperary)
- Newtowncashel
- Newtowncunningham
- Newtownforbes
- Newtowngore
- Newtownmountkennedy
- Ninemilehouse
- Nobber
- Nohoval
- North Wall
- Nurney (Carlow)
- Nurney (Kildare)

## O
- O'Briensbridge
- O'Callaghans Mills
- Ogonnelloe
- Oilgate
- Old Leighlin
- Oldcastle
- Oldtown (Dublin)
- Old Town (Roscommon)
- Omeath
- Ongar
- Oola
- Oranmore
- Oughterard
- Oulart
- Ovens
- Owenbeg
- Oxmantown
- Oysterhaven

## P
- Palatine
- Pallasgreen
- Pallaskenry
- Palmerstown
- Parteen
- Partry
- Passage East
- Passage West
- Patrickswell
- Paulstown
- Pettigo
- Piltown
- Pollagh
- Pontoon
- Portarlington
- Portlaoise
- Portlaw
- Portmagee
- Portmarnock
- Portnablagh
- Portrane
- Portroe
- Portumna
- Poulaphouca
- Poulpeasty
- Prosperous
- Puckane
- Perrystown

## Q
- Quigley's Point
- Quilty
- Quin

## R
- Rahara
- Raharney
- Raheen (Laois)
- Raheen (Limerick)
- Raheen (Wexford)
- Raheny
- Rakestreet
- Ramelton
- Ranelagh
- Rannafast (Rann na Feirste)
- Raphoe
- Rathangan (Kildare)
- Rathangan (Wexford)
- Rathcabbin
- Rathcarran (Ráth Cairn)
- Rathconrath
- Rathcoole
- Rathcormac
- Rathdowney,  Rathfarnham
- Rathgar
- Rathgormack
- Rathkeale
- Rathmines
- Rathmolyon
- Rathmore
- Rathmullan
- Rathnew
- Rathnure
- Rathowen
- Rathvilly
- Ratoath
- Rearcross
- Recess
- Redcross
- Redhouse
- Redhills (Cavan)
- Rerrin
- Renmore,  Ring (an Rinn)
- Ringaskiddy
- Ringsend
- Riverchapel
- Riverstick
- Riverstown (Sligo)
- Riverstown (Tipperary/Offaly),  Robertstown
- Rochfortbridge
- Rochestown
- Rockchapel
- Rockcorry
- Rockmills
- Rolestown

## S
- Saggart
- Salia (Sáile)
- Sallins
- Sallybrook
- Sallynoggin
- Salthill
- Saltmills
- Sandpit
- Sandycove
- Sandyford
- Sandymount
- Santry,  Scarnagh
- Scariff
- Scraggane
- Schull
- Scotshouse,  Scotstown
- Screeb
- Shammer
- Shanagarry,  Shanahoe
- Shanagolden
- Shanbally
- Shanballymore
- Shankill
- Shannonbridge
- Shannon Harbour
- Shannon
- Sheeaun
- Shercock
- Sheriff Street
- Shinrone
- Shrule
- Silvermines
- Sixmilebridge
- Skehana
- Skerries
- Skibbereen
- Skreen
- Skryne
- Slane
- Sligo
- Smithborough
- Sneem
- Sooey
- Spanish Point
- Spiddal (an Spidéal)
- Spink
- St Johnston
- St Mullin's
- Stamullen
- Staplestown

## T
- Tacumshane
- Taghmaconnell
- Taghmon
- Taghshinny
- Tallaght
- Tallow
- Tang
- Tarbert
- Tarmonbarry
- Teelin (Teileann)
- Templeglantine
- Templemore
- Templeogue
- Templenoe
- Terenure
- Termon
- Termonfeckin
- Terryglass
- The Glen
- The Harrow
- The Rower
- The Swan
- Thomastown
- Thurles
- Ticknock
- Timahoe
- Timoleague
- Timolin
- Tinahely
- Tinryland
- Tinure
- Tipperary
- Togher, Cork
- Toomevara
- Touraneena
- Toorlestraun
- Toormakeady (Tuar Mhic Éadaigh)
- Tower
- Tragumna,  Tralee
- Tramore
- Trim
- Tuam
- Tuamgraney
- Tournafulla
- Tubber (Clare)
- Tubber (Galway)
- Tubber (Offaly)
- Tubberclare
- Tubbercurry
- Tulla

## U
- Union Hall
- Upperchurch
- Upton
- Urlingford
- Urris

## V
- Valleymount
- Ventry (Ceann Trá)
- Vicarstown
- Villierstown
- Virginia

## W
- Walkinstown
- Walsh Island
- Watch House Village
- Waterfall
- Waterford
- Watergrasshill
- Waterville
- Wellingtonbridge
- Wellpark
- Westport
- Wexford
- Whitechurch
- Whitegate (Clare)
- Whitegate (Cork)
- Wicklow
- Williamstown
- Windgap
- Windy Arbour
- Woodenbridge
- Woodford
- Woodlawn
- Whitehall

## Y
- Yellow Furze
- Youghal